# 石母田定頼
石母田 定頼（いしもだ さだより）は、江戸時代の武士。仙台藩重臣。

## 生涯
元和5年（1619年）、仙台藩重臣・石母田宗頼の嫡男として胆沢郡水沢城にて生まれる。幼名は菊助。
寛永6年（1629年）、奥山常良を烏帽子親として元服し、綱頼と名乗るが、正保元年（1644年）に片倉重長・富塚重信らと共に徳川家綱の諱を避けて定頼に改名する。
正保3年（1646年）10月、江戸詰めとなり、奉行職代行を命ぜられる。翌正保4年（1647年）5月、父・宗頼の死去にともない家督を相続して栗原郡岩ヶ崎城6,500石を継ぎ、同年12月には、将軍家への御礼のため、使者として江戸城に登城して徳川家光に拝謁し、呉服一重を拝領する。
慶安元年（1648年）10月には再び江戸詰奉行の代行を勤めたが、ほどなくして帰国し、忠宗の近習として仕えていたが、慶安3年（1650年）5月20日、仙台屋敷にて病没。享年32。嫡男・永頼が家督を相続した。

## 系譜
- 父：石母田宗頼
- 母：円成院（石母田景頼の二女）

- 正室：自照院（沼辺重仲の娘）
  - 石母田永頼 - 長男
  - 石母田頼為 - 二男。別家を興すが一代で断絶
  - 石母田頼章 - 三男。一族・桜目石母田氏初代当主
  - 白 - 長女。早世
  - 照光院 - 二女。遠藤俊信室